# Azure (jazznummer)
Azure is een jazzsong, in 1937 geschreven door bigbandleider en componist Duke Ellington, op tekst van Irving Mills. Ellington nam in april en mei dat jaar met zijn orkest drie versies van het nummer op. De song werd later opgenomen door onder meer Bunny Berigan, Cab Calloway, Les Brown, Ella Fitzgerald, Tony Bennett, Sammy Davis jr., Kenny Burrell en Art Farmer.